# The Singles Collection (album của Britney Spears)
The Singles Collection là album tuyển tập thứ hai của ca sĩ người Mỹ Britney Spears, phát hành ngày 10 tháng 11 năm 2009 bởi Jive Records. Được ra mắt nhằm kỷ niệm 10 năm bước vào ngành công nghiệp âm nhạc của Spears, album là tập hợp những đĩa đơn thành công trích từ sáu album phòng thu đầu tiên của nữ ca sĩ ...Baby One More Time (1999), Oops!... I Did It Again (2000), Britney (2001) và In the Zone (2003), Blackout (2007) và Circus (2008). Ngoài ra, album còn bao gồm một bài hát mới "3", được sản xuất bởi Max Martin và Shellback. The Singles Collection được phát hành dưới nhiều định dạng khác nhau, bao gồm phiên bản một đĩa CD, phiên bản CD + DVD, và một box set với 29 đĩa đơn trong sự nghiệp của Spears.
Sau khi phát hành, The Singles Collection nhận được những phản ứng tích cực từ các nhà phê bình âm nhạc, trong đó họ ghi nhận những tác động và ảnh hưởng của Spears đến nhạc pop ở thập kỷ đầu tiên của cô trong ngành công nghiệp âm nhạc. Album cũng gặt hái những thành công tương đối về mặt thương mại, lọt vào top 10 ở Nhật Bản và lọt vào top 40 ở Úc, Canada, Đan Mạch, Hy Lạp, Ireland, Ý, New Zealand, Na Uy và Vương quốc Anh. Tại Hoa Kỳ, The Singles Collection ra mắt ở vị trí thứ 22 trên bảng xếp hạng Billboard 200 với doanh số tuần đầu là 26,800 bản, trở thành một trong những hiếm hoi của Spears không lọt vào top 10 tại đây. Tính đến năm 2015, album đã bán được hơn 250,000 bản tại Hoa Kỳ.
"3" được phát hành như đĩa đơn duy nhất từ album, và ra mắt ở vị trí số một trên bảng xếp hạng Billboard Hot 100, trở thành đĩa đơn quán quân thứ ba trong sự nghiệp của Spears tại Hoa Kỳ. Ngoài ra, bài hát cũng thống trị bảng xếp hạng tại Canada và lọt vào top 10 ở Úc, Phần Lan, Pháp, Ireland, Na Uy, Thụy Điển và Vương quốc Anh. Do được ra mắt trùng thời điểm với chuyến lưu diễn The Circus Starring: Britney Spears, nữ ca sĩ không xuất hiện trên truyền hình để trình diễn và quảng bá cho The Singles Collection. Năm 2021, album chứng kiến sự hồi sinh về mức độ phổ biến tại Vương quốc Anh, tiếp tục trụ vững trên UK Albums Chart trong những năm tiếp theo và trở thành đĩa hát xếp hạng lâu nhất của Spears tại đây.

## Danh sách bài hát

### Album tuyển tập
| The Singles Collection – Phiên bản tại Bắc Mỹ | The Singles Collection – Phiên bản tại Bắc Mỹ            | The Singles Collection – Phiên bản tại Bắc Mỹ                                                                          | The Singles Collection – Phiên bản tại Bắc Mỹ | The Singles Collection – Phiên bản tại Bắc Mỹ |
| STT                                           | Nhan đề                                                  | Sáng tác | Sản xuất                                      | Thời lượng                                    |
| --------------------------------------------- | -------------------------------------------------------- | --- | --------------------------------------------- | --------------------------------------------- |
| 1.                                            | "3"                                                      | Max Martin Shellback Tiffany Amber                                                                                     | Martin Shellback                              | 3:25                                          |
| 2.                                            | "...Baby One More Time"                                  | Martin | Martin Rami                                   | 3:31                                          |
| 3.                                            | "(You Drive Me) Crazy" (The Stop Remix!)                 | Jörgen Elofsson Per Magnusson David Kreuger Martin                                                                     | Magnusson Kreuger Martin                      | 3:17                                          |
| 4.                                            | "Born to Make You Happy" (Radio Edit)                    | Andreas Carlsson Kristian Lundin                                                                                       |                                               | 3:35                                          |
| 5.                                            | "Oops!... I Did It Again"                                | Martin Rami | Martin Rami                                   | 3:31                                          |
| 6.                                            | "Stronger"                                               | Martin Rami | Martin Rami                                   | 3:23                                          |
| 7.                                            | "I'm a Slave 4 U"                                        | Chad Hugo Pharrell Williams                                                                                            | The Neptunes                                  | 3:25                                          |
| 8.                                            | "Boys" (The Co-Ed Remix) (hợp tác với Pharrell Williams) | Hugo Williams | The Neptunes                                  | 3:46                                          |
| 9.                                            | "Me Against the Music" (hợp tác với Madonna)             | Britney Spears Madonna Christopher "Tricky" Stewart Thabiso "Tab" Nikhereanye Penelope Magnet Terius Nash Gary O'Brien | Christopher "Tricky" Stewart Magnet           | 3:45                                          |
| 10.                                           | "Toxic"                                                  | Cathy Dennis Christian Karlsson Pontus Winnberg Henrik Jonback                                                         | Bloodshy & Avant                              | 3:20                                          |
| 11.                                           | "Everytime"                                              | Spears Annette Stamatelatos                                                                                            | Guy Sigsworth                                 | 3:50                                          |
| 12.                                           | "Gimme More"                                             | Nate Hills James Washington Keri Hilson Marcella Araica                                                                | Danja Jim Beanz Hilson                        | 4:11                                          |
| 13.                                           | "Piece of Me"                                            | Karlsson Winnberg Klas Åhlund                                                                                          | Bloodshy & Avant                              | 3:32                                          |
| 14.                                           | "Womanizer"                                              | Nikesha Briscoe Rafael Akinyemi                                                                                        | The Outsyders                                 | 3:43                                          |
| 15.                                           | "Circus"                                                 | Lukasz Gottwald Claude Kelly Benjamin Levin                                                                            | Dr. Luke Benny Blanco                         | 3:11                                          |
| 16.                                           | "If U Seek Amy"                                          | Martin Shellback Savan Kotecha Alexander Kronlund                                                                      | Martin                                        | 3:36                                          |
| 17.                                           | "Radar"                                                  | Karlsson Winnberg Jonback Balewa Muhammad Candice Nelson Ezekiel "Zeke" Lewis Patrick "J. Que" Smith                   | Bloodshy & Avant The Clutch                   | 3:48                                          |
| Tổng thời lượng:                              | Tổng thời lượng:                                         | Tổng thời lượng: | Tổng thời lượng:                              | 60:58                                         |

| The Singles Collection – Phiên bản quốc tế | The Singles Collection – Phiên bản quốc tế               | The Singles Collection – Phiên bản quốc tế | The Singles Collection – Phiên bản quốc tế | The Singles Collection – Phiên bản quốc tế |
| STT                                        | Nhan đề                                                  | Sáng tác                                   | Sản xuất                                   | Thời lượng                                 |
| ------------------------------------------ | -------------------------------------------------------- | ------------------------------------------ | ------------------------------------------ | ------------------------------------------ |
| 8.                                         | "I'm Not a Girl, Not Yet a Woman"                        | Martin Rami Dido                           | Martin Rami                                | 3:51                                       |
| 9.                                         | "Boys" (The Co-Ed Remix) (hợp tác với Pharrell Williams) |                                            |                                            | 3:46                                       |
| 10.                                        | "Me Against the Music" (hợp tác với Madonna)             |                                            |                                            | 3:45                                       |
| 11.                                        | "Toxic"                                                  |                                            |                                            | 3:20                                       |
| 12.                                        | "Everytime"                                              |                                            |                                            | 3:50                                       |
| 13.                                        | "Gimme More"                                             |                                            |                                            | 4:11                                       |
| 14.                                        | "Piece of Me"                                            |                                            |                                            | 3:32                                       |
| 15.                                        | "Womanizer"                                              |                                            |                                            | 3:43                                       |
| 16.                                        | "Circus"                                                 |                                            |                                            | 3:11                                       |
| 17.                                        | "If U Seek Amy"                                          |                                            |                                            | 3:36                                       |
| 18.                                        | "Radar"                                                  |                                            |                                            | 3:48                                       |
| Tổng thời lượng:                           | Tổng thời lượng:                                         | Tổng thời lượng:                           | Tổng thời lượng:                           | 64:49                                      |

| The Singles Collection – Phiên bản cao cấp trên iTunes Store (bản nhạc bổ sung) | The Singles Collection – Phiên bản cao cấp trên iTunes Store (bản nhạc bổ sung) | The Singles Collection – Phiên bản cao cấp trên iTunes Store (bản nhạc bổ sung) | The Singles Collection – Phiên bản cao cấp trên iTunes Store (bản nhạc bổ sung) | The Singles Collection – Phiên bản cao cấp trên iTunes Store (bản nhạc bổ sung) |
| STT                                                                             | Nhan đề                                                                         | Sáng tác                                                                        | Sản xuất                                                                        | Thời lượng                                                                      |
| ------------------------------------------------------------------------------- | ------------------------------------------------------------------------------- | ------------------------------------------------------------------------------- | ------------------------------------------------------------------------------- | ------------------------------------------------------------------------------- |
| 19.                                                                             | "Lucky"                                                                         | Martin Rami Kronlund                                                            | Martin Rami                                                                     | 3:24                                                                            |
| 20.                                                                             | "Sometimes"                                                                     | Elofsson                                                                        | Magnusson Kreuger Elofsson                                                      | 3:55                                                                            |
| 21.                                                                             | "Overprotected"                                                                 | Martin Rami                                                                     | Martin Rami                                                                     | 3:18                                                                            |
| 22.                                                                             | "Don't Let Me Be the Last to Know"                                              | Robert John "Mutt" Lange Shania Twain Keith Scott                               | Lange                                                                           | 3:50                                                                            |
| 23.                                                                             | "Break the Ice"                                                                 | Hills Washington Hilson Araica                                                  | Danja Jim Beanz                                                                 | 3:15                                                                            |
| Tổng thời lượng:                                                                | Tổng thời lượng:                                                                | Tổng thời lượng:                                                                | Tổng thời lượng:                                                                | 81:01                                                                           |

| The Singles Collection – Phiên bản quốc tế giới hạn (DVD kèm theo) | The Singles Collection – Phiên bản quốc tế giới hạn (DVD kèm theo) | The Singles Collection – Phiên bản quốc tế giới hạn (DVD kèm theo) | The Singles Collection – Phiên bản quốc tế giới hạn (DVD kèm theo) |
| STT                                                                | Nhan đề                                                            | Đạo diễn                                                           | Thời lượng                                                         |
| ------------------------------------------------------------------ | ------------------------------------------------------------------ | ------------------------------------------------------------------ | ------------------------------------------------------------------ |
| 1.                                                                 | "...Baby One More Time"                                            | Nigel Dick                                                         | 3:59                                                               |
| 2.                                                                 | "(You Drive Me) Crazy" (The Stop Remix!)                           | Dick                                                               | 3:20                                                               |
| 3.                                                                 | "Born to Make You Happy"                                           | Bille Woodruff                                                     | 3:39                                                               |
| 4.                                                                 | "Oops!... I Did It Again"                                          | Dick                                                               | 4:12                                                               |
| 5.                                                                 | "Stronger"                                                         | Joseph Kahn                                                        | 3:38                                                               |
| 6.                                                                 | "I'm a Slave 4 U"                                                  | Francis Lawrence                                                   | 3:24                                                               |
| 7.                                                                 | "I'm Not a Girl, Not Yet a Woman"                                  | Wayne Isham                                                        | 3:49                                                               |
| 8.                                                                 | "Me Against the Music" (hợp tác với Madonna)                       | Paul Hunter                                                        | 4:03                                                               |
| 9.                                                                 | "Toxic"                                                            | Kahn                                                               | 3:33                                                               |
| 10.                                                                | "Everytime"                                                        | David LaChapelle                                                   | 4:07                                                               |
| 11.                                                                | "Gimme More"                                                       | Jake Sarfaty                                                       | 4:01                                                               |
| 12.                                                                | "Piece of Me"                                                      | Isham                                                              | 3:10                                                               |
| 13.                                                                | "Womanizer"                                                        | Kahn                                                               | 3:46                                                               |
| 14.                                                                | "Circus"                                                           | Lawrence                                                           | 3:34                                                               |
| 15.                                                                | "If U Seek Amy"                                                    | Jake Nava                                                          | 3:46                                                               |
| 16.                                                                | "Radar"                                                            | Dave Meyers                                                        | 3:41                                                               |
| Tổng thời lượng:                                                   | Tổng thời lượng:                                                   | Tổng thời lượng:                                                   | 60:18                                                              |

### Phiên bản box set
| The Singles Collection – Đĩa 1 | The Singles Collection – Đĩa 1 | The Singles Collection – Đĩa 1 | The Singles Collection – Đĩa 1 | The Singles Collection – Đĩa 1 |
| STT                            | Nhan đề                        | Sáng tác                       | Sản xuất                       | Thời lượng                     |
| ------------------------------ | ------------------------------ | ------------------------------ | ------------------------------ | ------------------------------ |
| 1.                             | "...Baby One More Time"        | Martin                         | Martin Rami                    | 3:30                           |
| 2.                             | "Autumn Goodbye"               | Eric Foster White              | White                          | 3:40                           |

| The Singles Collection – Đĩa 2 | The Singles Collection – Đĩa 2 | The Singles Collection – Đĩa 2 | The Singles Collection – Đĩa 2 | The Singles Collection – Đĩa 2 |
| STT                            | Nhan đề                        | Sáng tác                       | Sản xuất                       | Thời lượng                     |
| ------------------------------ | ------------------------------ | ------------------------------ | ------------------------------ | ------------------------------ |
| 1.                             | "Sometimes" (Radio Edit)       | Elofsson                       | Magnusson Kreuger Elofson [a]  | 3:55                           |
| 2.                             | "I'm So Curious"               | Spears White                   | White                          | 3:35                           |

| The Singles Collection – Đĩa 3 | The Singles Collection – Đĩa 3           | The Singles Collection – Đĩa 3    | The Singles Collection – Đĩa 3 | The Singles Collection – Đĩa 3 |
| STT                            | Nhan đề                                  | Sáng tác                          | Sản xuất                       | Thời lượng                     |
| ------------------------------ | ---------------------------------------- | --------------------------------- | ------------------------------ | ------------------------------ |
| 1.                             | "(You Drive Me) Crazy" (The Stop Remix!) | Elofsson Magnusson Kreuger Martin | Martin Rami                    | 3:16                           |
| 2.                             | "I'll Never Stop Loving You"             | Jason Blume Steve Diamond         | Magnusson Kreuger              | 3:41                           |

| The Singles Collection – Đĩa 4 | The Singles Collection – Đĩa 4         | The Singles Collection – Đĩa 4 | The Singles Collection – Đĩa 4 | The Singles Collection – Đĩa 4 |
| STT                            | Nhan đề                                | Sáng tác                       | Sản xuất                       | Thời lượng                     |
| ------------------------------ | -------------------------------------- | ------------------------------ | ------------------------------ | ------------------------------ |
| 1.                             | "Born to Make You Happy" (Radio Edit)  | Carlsson Lundin                | Lundin                         | 3:35                           |
| 2.                             | "Born to Make You Happy" (Bonus Remix) | Carlsson Lundin                | Lundin                         | 3:40                           |

| The Singles Collection – Đĩa 5 | The Singles Collection – Đĩa 5                    | The Singles Collection – Đĩa 5 | The Singles Collection – Đĩa 5 | The Singles Collection – Đĩa 5 |
| STT                            | Nhan đề                                           | Sáng tác                       | Sản xuất                       | Thời lượng                     |
| ------------------------------ | ------------------------------------------------- | ------------------------------ | ------------------------------ | ------------------------------ |
| 1.                             | "From the Bottom of My Broken Heart" (Radio Edit) | White                          | White                          | 4:34                           |
| 2.                             | "Thinkin' About You"                              | Mikey Bassie White             | White                          | 3:35                           |

| The Singles Collection – Đĩa 6 | The Singles Collection – Đĩa 6 | The Singles Collection – Đĩa 6 | The Singles Collection – Đĩa 6 | The Singles Collection – Đĩa 6 |
| STT                            | Nhan đề                        | Sáng tác                       | Sản xuất                       | Thời lượng                     |
| ------------------------------ | ------------------------------ | ------------------------------ | ------------------------------ | ------------------------------ |
| 1.                             | "Oops!... I Did It Again"      | Martin Rami                    | Martin Rami                    | 3:30                           |
| 2.                             | "Deep in My Heart"             | Magnusson Kreuger Carlsson     | Magnusson Kreuger              | 3:34                           |

| The Singles Collection – Đĩa 7 | The Singles Collection – Đĩa 7 | The Singles Collection – Đĩa 7 | The Singles Collection – Đĩa 7   | The Singles Collection – Đĩa 7 |
| STT                            | Nhan đề                        | Sáng tác                       | Sản xuất                         | Thời lượng                     |
| ------------------------------ | ------------------------------ | ------------------------------ | -------------------------------- | ------------------------------ |
| 1.                             | "Lucky"                        | Martin Rami Kronlund           | Martin Rami                      | 3:24                           |
| 2.                             | "Heart"                        | George Teren Eugene Wilde      | Steve Lunt Larry "Rock" Campbell | 3:00                           |

| The Singles Collection – Đĩa 8 | The Singles Collection – Đĩa 8 | The Singles Collection – Đĩa 8 | The Singles Collection – Đĩa 8 | The Singles Collection – Đĩa 8 |
| STT                            | Nhan đề                        | Sáng tác                       | Sản xuất                       | Thời lượng                     |
| ------------------------------ | ------------------------------ | ------------------------------ | ------------------------------ | ------------------------------ |
| 1.                             | "Stronger"                     | Martin Rami                    | Martin Rami                    | 3:23                           |
| 2.                             | "Walk on By"                   | Elofsson Kreuger               | Magnusson Kreuger              | 3:34                           |

| The Singles Collection – Đĩa 9 | The Singles Collection – Đĩa 9                            | The Singles Collection – Đĩa 9 | The Singles Collection – Đĩa 9 | The Singles Collection – Đĩa 9 |
| STT                            | Nhan đề                                                   | Sáng tác                       | Sản xuất                       | Thời lượng                     |
| ------------------------------ | --------------------------------------------------------- | ------------------------------ | ------------------------------ | ------------------------------ |
| 1.                             | "Don't Let Me Be the Last to Know"                        | Lange Twain Scott              | Lange                          | 3:50                           |
| 2.                             | "Don't Let Me Be the Last to Know" (Hex Hector Radio Mix) | Lange Twain Scott              | Lange Hex Hector [c]           | 3:50                           |

| The Singles Collection – Đĩa 10 | The Singles Collection – Đĩa 10 | The Singles Collection – Đĩa 10                   | The Singles Collection – Đĩa 10 | The Singles Collection – Đĩa 10 |
| STT                             | Nhan đề                         | Sáng tác                                          | Sản xuất                        | Thời lượng                      |
| ------------------------------- | ------------------------------- | ------------------------------------------------- | ------------------------------- | ------------------------------- |
| 1.                              | "I'm a Slave 4 U"               | Hugo Williams                                     | The Neptunes                    | 3:23                            |
| 2.                              | "Intimidated"                   | Spears Rodney Jerkins Josh Schwartz Brian Kierulf | Jerkins                         | 3:17                            |

| The Singles Collection – Đĩa 11 | The Singles Collection – Đĩa 11       | The Singles Collection – Đĩa 11 | The Singles Collection – Đĩa 11 | The Singles Collection – Đĩa 11 |
| STT                             | Nhan đề                               | Sáng tác                        | Sản xuất                        | Thời lượng                      |
| ------------------------------- | ------------------------------------- | ------------------------------- | ------------------------------- | ------------------------------- |
| 1.                              | "Overprotected"                       | Martin Rami                     | Martin Rami                     | 3:19                            |
| 2.                              | "Overprotected" (The Darkchild Remix) | Martin Rami                     | Martin Rami Jerkins [c]         | 3:18                            |

| The Singles Collection – Đĩa 12 | The Singles Collection – Đĩa 12   | The Singles Collection – Đĩa 12 | The Singles Collection – Đĩa 12 | The Singles Collection – Đĩa 12 |
| STT                             | Nhan đề                           | Sáng tác                        | Sản xuất                        | Thời lượng                      |
| ------------------------------- | --------------------------------- | ------------------------------- | ------------------------------- | ------------------------------- |
| 1.                              | "I'm Not a Girl, Not Yet a Woman" | Martin Rami Dido                | Martin Rami                     | 3:51                            |
| 2.                              | "I Run Away"                      | Schwartz Kierulf                | Kierulf Schwartz                | 4:05                            |

| The Singles Collection – Đĩa 13 | The Singles Collection – Đĩa 13                              | The Singles Collection – Đĩa 13 | The Singles Collection – Đĩa 13             | The Singles Collection – Đĩa 13 |
| STT                             | Nhan đề                                                      | Sáng tác                        | Sản xuất                                    | Thời lượng                      |
| ------------------------------- | ------------------------------------------------------------ | ------------------------------- | ------------------------------------------- | ------------------------------- |
| 1.                              | "I Love Rock 'n' Roll"                                       | Jake Hooker Alan Merrill        | Jerkins                                     | 3:05                            |
| 2.                              | "I'm Not a Girl, Not Yet a Woman" (Metro Remix — Radio Edit) | Martin Rami Dido                | Martin Rami Mark Taylor [c] Jeff Taylor [c] | 3:29                            |

| The Singles Collection – Đĩa 14 | The Singles Collection – Đĩa 14                                       | The Singles Collection – Đĩa 14 | The Singles Collection – Đĩa 14 | The Singles Collection – Đĩa 14 |
| STT                             | Nhan đề                                                               | Sáng tác                        | Sản xuất                        | Thời lượng                      |
| ------------------------------- | --------------------------------------------------------------------- | ------------------------------- | ------------------------------- | ------------------------------- |
| 1.                              | "Boys" (The Co-Ed Remix) (hợp tác với Pharrell Williams của N.E.R.D.) | Hugo Williams                   | The Neptunes                    | 3:45                            |
| 2.                              | "Boys" (bản album)                                                    | Hugo Williams                   | The Neptunes                    | 3:26                            |

| The Singles Collection – Đĩa 15 | The Singles Collection – Đĩa 15                                        | The Singles Collection – Đĩa 15                        | The Singles Collection – Đĩa 15                                      | The Singles Collection – Đĩa 15 |
| STT                             | Nhan đề                                                                | Sáng tác                                               | Sản xuất                                                             | Thời lượng                      |
| ------------------------------- | ---------------------------------------------------------------------- | ------------------------------------------------------ | -------------------------------------------------------------------- | ------------------------------- |
| 1.                              | "Me Against the Music" (Video Mix) (hợp tác với Madonna)               | Spears Madonna Stewart Nikhereanye Magnet Nash O'Brien | Trixster Magnet [a]                                                  | 3:44                            |
| 2.                              | "Me Against the Music" (Passengerz vs. the Club) (hợp tác với Madonna) | Spears Madonna Stewart Nikhereanye Magnet Nash O'Brien | Trixster Magnet [a] Sean Gill [c] Josh Harrison [c] Omar Galeano [c] | 7:34                            |

| The Singles Collection – Đĩa 16 | The Singles Collection – Đĩa 16                | The Singles Collection – Đĩa 16  | The Singles Collection – Đĩa 16 | The Singles Collection – Đĩa 16 |
| STT                             | Nhan đề                                        | Sáng tác                         | Sản xuất                        | Thời lượng                      |
| ------------------------------- | ---------------------------------------------- | -------------------------------- | ------------------------------- | ------------------------------- |
| 1.                              | "Toxic"                                        | Dennis Karlsson Winnberg Jonback | Bloodshy & Avant                | 3:19                            |
| 2.                              | "Toxic" (Bloodshy & Avant's Intoxicated Remix) | Dennis Karlsson Winnberg Jonback | Bloodshy & Avant                | 5:35                            |

| The Singles Collection – Đĩa 17 | The Singles Collection – Đĩa 17         | The Singles Collection – Đĩa 17 | The Singles Collection – Đĩa 17                                  | The Singles Collection – Đĩa 17 |
| STT                             | Nhan đề                                 | Sáng tác                        | Sản xuất                                                         | Thời lượng                      |
| ------------------------------- | --------------------------------------- | ------------------------------- | ---------------------------------------------------------------- | ------------------------------- |
| 1.                              | "Everytime"                             | Spears Stamatelatos             | Sigsworth                                                        | 3:50                            |
| 2.                              | "Everytime" (Above & Beyond's Club Mix) | Spears Stamatelatos             | Sigsworth Jono Grant [c] Tony McGuinness [c] Paavo Siljamäki [c] | 8:46                            |

| The Singles Collection – Đĩa 18 | The Singles Collection – Đĩa 18          | The Singles Collection – Đĩa 18 | The Singles Collection – Đĩa 18            | The Singles Collection – Đĩa 18 |
| STT                             | Nhan đề                                  | Sáng tác                        | Sản xuất                                   | Thời lượng                      |
| ------------------------------- | ---------------------------------------- | ------------------------------- | ------------------------------------------ | ------------------------------- |
| 1.                              | "Outrageous"                             | R. Kelly                        | Kelly Trixter [b] Magnet [b]               | 3:20                            |
| 2.                              | "Outrageous" (Junkie XL's Dancehall Mix) | Kelly                           | Kelly Trixter [b] Magnet [b] Junkie XL [c] | 2:55                            |

| The Singles Collection – Đĩa 19 | The Singles Collection – Đĩa 19            | The Singles Collection – Đĩa 19             | The Singles Collection – Đĩa 19        | The Singles Collection – Đĩa 19 |
| STT                             | Nhan đề                                    | Sáng tác                                    | Sản xuất                               | Thời lượng                      |
| ------------------------------- | ------------------------------------------ | ------------------------------------------- | -------------------------------------- | ------------------------------- |
| 1.                              | "My Prerogative"                           | Bobby Brown Gene Griffin Edward Teddy Riley | Bloodshy & Avant                       | 3:34                            |
| 2.                              | "My Prerogative" (Armand Van Helden Remix) | Brown Griffin Riley                         | Bloodshy & Avant Armand Van Helden [c] | 7:48                            |

| The Singles Collection – Đĩa 20 | The Singles Collection – Đĩa 20  | The Singles Collection – Đĩa 20        | The Singles Collection – Đĩa 20              | The Singles Collection – Đĩa 20 |
| STT                             | Nhan đề                          | Sáng tác                               | Sản xuất                                     | Thời lượng                      |
| ------------------------------- | -------------------------------- | -------------------------------------- | -------------------------------------------- | ------------------------------- |
| 1.                              | "Do Somethin'"                   | Karlsson Winnberg Jonback Angela Hunte | Bloodshy & Avant                             | 3:23                            |
| 2.                              | "Do Somethin'" (Thick Vocal Mix) | Karlsson Winnberg Jonback Hunte        | Bloodshy & Avant E Smoove aka Thick Dick [c] | 7:59                            |

| The Singles Collection – Đĩa 21 | The Singles Collection – Đĩa 21 | The Singles Collection – Đĩa 21       | The Singles Collection – Đĩa 21 | The Singles Collection – Đĩa 21 |
| STT                             | Nhan đề                         | Sáng tác                              | Sản xuất                        | Thời lượng                      |
| ------------------------------- | ------------------------------- | ------------------------------------- | ------------------------------- | ------------------------------- |
| 1.                              | "Someday (I Will Understand)"   | Spears                                | Sigsworth                       | 3:37                            |
| 2.                              | "Mona Lisa"                     | Spears Teddy Campbell David Kochanski | Bloodshy & Avant                | 3:26                            |

| The Singles Collection – Đĩa 22 | The Singles Collection – Đĩa 22   | The Singles Collection – Đĩa 22 | The Singles Collection – Đĩa 22               | The Singles Collection – Đĩa 22 |
| STT                             | Nhan đề                           | Sáng tác                        | Sản xuất                                      | Thời lượng                      |
| ------------------------------- | --------------------------------- | ------------------------------- | --------------------------------------------- | ------------------------------- |
| 1.                              | "Gimme More"                      | Hills Washington Hilson Araica  | Danja Beanz [b] Hilson [b]                    | 4:11                            |
| 2.                              | "Gimme More" (Paul Oakenfold Mix) | Hills Washington Hilson Araica  | Danja Beanz [b] Hilson [b] Paul Oakenfold [c] | 6:08                            |

| The Singles Collection – Đĩa 23 | The Singles Collection – Đĩa 23                   | The Singles Collection – Đĩa 23 | The Singles Collection – Đĩa 23 | The Singles Collection – Đĩa 23 |
| STT                             | Nhan đề                                           | Sáng tác                        | Sản xuất                        | Thời lượng                      |
| ------------------------------- | ------------------------------------------------- | ------------------------------- | ------------------------------- | ------------------------------- |
| 1.                              | "Piece of Me"                                     | Karlsson Winnberg Åhlund        | Bloodshy & Avant                | 3:31                            |
| 2.                              | "Piece of Me" (Bloodshy & Avant's Böz O Lö Remix) | Karlsson Winnberg Åhlund        | Bloodshy & Avant                | 4:53                            |

| The Singles Collection – Đĩa 24 | The Singles Collection – Đĩa 24 | The Singles Collection – Đĩa 24                         | The Singles Collection – Đĩa 24 | The Singles Collection – Đĩa 24 |
| STT                             | Nhan đề                         | Sáng tác                                                | Sản xuất                        | Thời lượng                      |
| ------------------------------- | ------------------------------- | ------------------------------------------------------- | ------------------------------- | ------------------------------- |
| 1.                              | "Break the Ice"                 | Hills Washington Hilson Araica                          | Danja Beanz [b]                 | 3:16                            |
| 2.                              | "Everybody"                     | J.R. Rotem Evan "Kidd" Bogart Annie Lennox Dave Stewart | J.R. Rotem                      | 3:16                            |

| The Singles Collection – Đĩa 25 | The Singles Collection – Đĩa 25 | The Singles Collection – Đĩa 25 | The Singles Collection – Đĩa 25 | The Singles Collection – Đĩa 25 |
| STT                             | Nhan đề                         | Sáng tác                        | Sản xuất                        | Thời lượng                      |
| ------------------------------- | ------------------------------- | ------------------------------- | ------------------------------- | ------------------------------- |
| 1.                              | "Womanizer"                     | Briscoe Akinyemi                | The Outsyders                   | 3:43                            |
| 2.                              | "Womanizer" (Kaskade Remix)     | Briscoe Akinyemi                | The Outsyders Kaskade [c]       | 5:31                            |

| The Singles Collection – Đĩa 26 | The Singles Collection – Đĩa 26           | The Singles Collection – Đĩa 26 | The Singles Collection – Đĩa 26 | The Singles Collection – Đĩa 26 |
| STT                             | Nhan đề                                   | Sáng tác                        | Sản xuất                        | Thời lượng                      |
| ------------------------------- | ----------------------------------------- | ------------------------------- | ------------------------------- | ------------------------------- |
| 1.                              | "Circus"                                  | Gottwald Kelly Levin            | Dr. Luke Blanco                 | 3:12                            |
| 2.                              | "Circus" (Tom Neville's Ringleader Remix) | Gottwald Kelly Levin            | Dr. Luke Blanco Tom Neville [c] | 7:52                            |

| The Singles Collection – Đĩa 27 | The Singles Collection – Đĩa 27  | The Singles Collection – Đĩa 27   | The Singles Collection – Đĩa 27                      | The Singles Collection – Đĩa 27 |
| STT                             | Nhan đề                          | Sáng tác                          | Sản xuất                                             | Thời lượng                      |
| ------------------------------- | -------------------------------- | --------------------------------- | ---------------------------------------------------- | ------------------------------- |
| 1.                              | "If U Seek Amy"                  | Martin Shellback Kotecha Kronlund | Martin                                               | 3:37                            |
| 2.                              | "If U Seek Amy" (Crookers Remix) | Martin Shellback Kotecha Kronlund | Martin Andrea Fratangelo [c] Francesco Barbaglia [c] | 4:29                            |

| The Singles Collection – Đĩa 28 | The Singles Collection – Đĩa 28  | The Singles Collection – Đĩa 28                       | The Singles Collection – Đĩa 28 | The Singles Collection – Đĩa 28 |
| STT                             | Nhan đề                          | Sáng tác                                              | Sản xuất                        | Thời lượng                      |
| ------------------------------- | -------------------------------- | ----------------------------------------------------- | ------------------------------- | ------------------------------- |
| 1.                              | "Radar"                          | Karlsson Winnberg Jonback Muhammad Nelson Lewis Smith | Bloodshy & Avant The Clutch [a] | 3:49                            |
| 2.                              | "Radar" (Bloodshy & Avant Remix) | Karlsson Winnberg Jonback Muhammad Nelson Lewis Smith | Bloodshy & Avant The Clutch [a] | 5:43                            |

| The Singles Collection – Đĩa 29 | The Singles Collection – Đĩa 29 | The Singles Collection – Đĩa 29 | The Singles Collection – Đĩa 29   | The Singles Collection – Đĩa 29 |
| STT                             | Nhan đề                         | Sáng tác                        | Sản xuất                          | Thời lượng                      |
| ------------------------------- | ------------------------------- | ------------------------------- | --------------------------------- | ------------------------------- |
| 1.                              | "3"                             | Martin Shellback Amber          | Martin Shellback                  | 3:33                            |
| 2.                              | "3" (Groove Police Club Mix)    | Martin Shellback Amber          | Martin Shellback Matt Masurka [c] | 7:12                            |

| The Singles Collection – Đĩa 30 (DVD) | The Singles Collection – Đĩa 30 (DVD)        | The Singles Collection – Đĩa 30 (DVD)                  | The Singles Collection – Đĩa 30 (DVD) | The Singles Collection – Đĩa 30 (DVD) |
| STT                                   | Nhan đề                                      | Sáng tác                                               | Đạo diễn                              | Thời lượng                            |
| ------------------------------------- | -------------------------------------------- | ------------------------------------------------------ | ------------------------------------- | ------------------------------------- |
| 1.                                    | "...Baby One More Time"                      | Martin                                                 | Dick                                  | 3:59                                  |
| 2.                                    | "Sometimes"                                  | Elofsson                                               | Dick                                  | 3:53                                  |
| 3.                                    | "(You Drive Me) Crazy" (The Stop Remix!)     | Elofsson Magnusson Kreuger Martin                      | Dick                                  | 3:20                                  |
| 4.                                    | "Born to Make You Happy"                     | Carlsson Lundin                                        | Woodruff                              | 3:39                                  |
| 5.                                    | "From the Bottom of My Broken Heart"         | White                                                  | Gregory Dark                          | 4:30                                  |
| 6.                                    | "Oops!... I Did It Again"                    | Martin Rami                                            | Dick                                  | 4:12                                  |
| 7.                                    | "Lucky"                                      | Martin Rami Kronlund                                   | Meyers                                | 4:08                                  |
| 8.                                    | "Stronger"                                   | Martin Rami                                            | Kahn                                  | 3:38                                  |
| 9.                                    | "Don't Let Me Be the Last to Know"           | Lange Twain Scott                                      | Herb Ritts                            | 3:52                                  |
| 10.                                   | "I'm a Slave 4 U"                            | Hugo Williams                                          | Lawrence                              | 3:24                                  |
| 11.                                   | "Overprotected" (The Darkchild Remix)        | Martin Rami                                            | Chris Applebaum                       | 3:35                                  |
| 12.                                   | "I'm Not a Girl, Not Yet a Woman"            | Martin Rami Dido                                       | Isham                                 | 3:49                                  |
| 13.                                   | "I Love Rock 'n' Roll"                       | Hooker Merrill                                         | Applebaum                             | 3:07                                  |
| 14.                                   | "Me Against the Music" (hợp tác với Madonna) | Spears Madonna Stewart Nikhereanye Magnet Nash O'Brien | Hunter                                | 4:03                                  |
| 15.                                   | "Toxic"                                      | Dennis Karlsson Winnberg Jonback                       | Kahn                                  | 3:33                                  |
| 16.                                   | "Everytime"                                  | Spears Stamatelatos                                    | LaChapelle                            | 4:07                                  |
| 17.                                   | "My Prerogative"                             | Brown Griffin Riley                                    | Nava                                  | 3:48                                  |
| 18.                                   | "Do Somethin'"                               | Karlsson Winnberg Jonback Hunte                        | Woodruff                              | 3:22                                  |
| 19.                                   | "Someday (I Will Understand)"                | Spears                                                 | Michael Haussman                      | 3:42                                  |
| 20.                                   | "Gimme More"                                 | Hills Washington Hilson Araica                         | Sarfaty                               | 4:01                                  |
| 21.                                   | "Piece of Me"                                | Karlsson Winnberg Åhlund                               | Isham                                 | 3:10                                  |
| 22.                                   | "Break the Ice"                              | Hills Washington Hilson Araica                         | Robert Hales                          | 3:21                                  |
| 23.                                   | "Womanizer"                                  | Briscoe Akinyemi                                       | Kahn                                  | 3:46                                  |
| 24.                                   | "Circus"                                     | Gottwald Kelly Levin                                   | Lawrence                              | 3:34                                  |
| 25.                                   | "If U Seek Amy"                              | Martin Shellback Kotecha Kronlund                      | Nava                                  | 3:46                                  |
| 26.                                   | "Radar"                                      | Karlsson Winnberg Jonback Muhammad Nelson Lewis Smith  | Meyers                                | 3:41                                  |
| Tổng thời lượng:                      | Tổng thời lượng:                             | Tổng thời lượng:                                       | Tổng thời lượng:                      | 97:54                                 |

Ghi chú
- ^a  nghĩa là đồng sản xuất
- ^b  nghĩa là sản xuất giọng hát
- ^c  nghĩa là người phối lại

## Xếp hạng
| Bảng xếp hạng (2009–2021)                | Vị trí cao nhất |
| ---------------------------------------- | --------------- |
| Album Úc (ARIA)                          | 23              |
| Album Bỉ (Ultratop Vlaanderen)           | 50              |
| Album Bỉ (Ultratop Wallonie)             | 23              |
| Album Canada (Billboard)                 | 19              |
| Album Đan Mạch (Hitlisten)               | 30              |
| Album Hà Lan (Album Top 100)             | 77              |
| Album Phần Lan (Suomen virallinen lista) | 49              |
| Album Đức (Offizielle Top 100)           | 80              |
| Album Hy Lạp (IFPI)                      | 40              |
| Album Ireland (IRMA)                     | 35              |
| Album Ý (FIMI)                           | 27              |
| Album Nhật Bản (Oricon)                  | 8               |
| Album México (Top 100 Mexico)            | 15              |
| Album New Zealand (RMNZ)                 | 22              |
| Album Na Uy (VG-lista)                   | 36              |
| Album Scotland (OCC)                     | 43              |
| Album Hàn Quốc Quốc tế (Gaon)            | 11              |
| Album Tây Ban Nha (PROMUSICAE)           | 43              |
| Album Thụy Sĩ (Schweizer Hitparade)      | 51              |
| Album Anh Quốc (OCC)                     | 38              |
| Hoa Kỳ Billboard 200                     | 22              |

| Bảng xếp hạng (2021) | Vị trí |
| -------------------- | ------ |
| Album Anh Quốc (OCC) | 78     |
| Bảng xếp hạng (2022) | Vị trí |
| Album Anh Quốc (OCC) | 90     |
| Bảng xếp hạng (2023) | Vị trí |
| Album Anh Quốc (OCC) | 70     |
| Bảng xếp hạng (2024) | Vị trí |
| Album Anh Quốc (OCC) | 71     |

## Chứng nhận
| Quốc gia                                                                                              | Chứng nhận  | Số đơn vị/doanh số chứng nhận |
| --- | ----------- | ----------------------------- |
| Úc (ARIA)                                                                                             | Vàng        | 35.000‡                       |
| Canada (Music Canada)                                                                                 | 6× Bạch kim | 480.000‡                      |
| México (AMPROFON)                                                                                     | Vàng        | 30.000^                       |
| New Zealand (RMNZ)                                                                                    | Vàng        | 7.500‡                        |
| Anh Quốc (BPI)                                                                                        | 2× Bạch kim | 600.000‡                      |
| ^ Chứng nhận dựa theo doanh số nhập hàng. ‡ Chứng nhận dựa theo doanh số tiêu thụ và phát trực tuyến. |             |                               |

## Lịch sử phát hành
| Khu vực        | Ngày              | Phiên bản           | Định dạng      | Hãng đĩa         | Ct.           |
| -------------- | ----------------- | ------------------- | -------------- | ---------------- | ------------- |
| Canada         | 10 tháng 11, 2009 | Tiêu chuẩn          | CD tải nhạc số | Sony Music       | [ 34 ]        |
| Hoa Kỳ         | 10 tháng 11, 2009 | Tiêu chuẩn          | CD tải nhạc số | Jive             | [ 35 ]        |
| Úc             | 13 tháng 11, 2009 | Giới hạn            | CD+DVD         | Sony Music       | [ 36 ]        |
| Đức            | 20 tháng 11, 2009 | Giới hạn            | CD+DVD         | Sony Music       | [ 37 ]        |
| Đức            | 20 tháng 11, 2009 | Cao cấp             | 29×CD+DVD      | Sony Music       | [ 38 ]        |
| Đức            | 20 tháng 11, 2009 | Tiêu chuẩn          | CD tải nhạc số | Sony Music       | [ 39 ]        |
| Vương quốc Anh | 23 tháng 11, 2009 | Tiêu chuẩn          | CD tải nhạc số | RCA              | [ 40 ]        |
| Vương quốc Anh | 23 tháng 11, 2009 | Giới hạn            | CD+DVD         | RCA              | [ 41 ]        |
| Vương quốc Anh | 23 tháng 11, 2009 | Cao cấp             | 29×CD+DVD      | RCA              | [ 42 ]        |
| Canada         | 23 tháng 11, 2009 | Cao cấp             | 29×CD+DVD      | Sony Music       | [ 43 ]        |
| Hoa Kỳ         | 23 tháng 11, 2009 | Cao cấp             | 29×CD+DVD      | Jive             | [ 44 ]        |
| Nhật Bản       | 25 tháng 11, 2009 | Tiêu chuẩn giới hạn | CD CD+DVD      | Sony Music Japan | [ 45 ] [ 46 ] |